# Município de Washington (condado de Preble, Ohio)
O município de Washington (em inglês: Washington Township) é um município localizado no condado de Preble no estado estadounidense de Ohio. No ano de 2010 tinha uma população de 1.824 habitantes e uma densidade populacional de 17,71 pessoas por km².

## Geografia
O município de Washington encontra-se localizado nas coordenadas 39° 46′ 46″ N, 84° 38′ 53″ O. Segundo o Departamento do Censo dos Estados Unidos, o município tem uma superfície total de 102.99 km², da qual 102,95 km² correspondem a terra firme e (0,04 %) 0,04 km² é água.

## Demografia
Segundo o censo de 2010, tinha 1.824 habitantes residindo no município de Washington. A densidade populacional era de 17,71 hab./km². Dos 1.824 habitantes, o município de Washington estava composto pelo 98,25 % brancos, o 0,22 % eram afroamericanos, o 0,11 % eram amerindios, o 0,33 % eram asiáticos e o 1,1 % eram de uma mistura de raças. Do total da população o 0,66 % eram hispanos ou latinos de qualquer raça.